# 세쿠키누맙
세쿠키누맙(secukinumab)은 코센틱스(Cosentyx)라는 상품명으로 판매되고 있는 인간 IgG1κ 단클론 항체로 건선, 강직성 척추염, 건선성 관절염의 치료에 사용된다. 인터루킨 17A(IL-17A)에 결합하여 작용하며, 노바티스에서 개발하여 판매하고 있다.

## 의학적 사용
세쿠키누맙은 건선, 강직성 척추염, 건선성 관절염의 치료에 사용된다. 대한민국에서는 중등도에서 중증의 판상건선, 기존 치료에 반응하지 않는 건선성 관절염과 강직성 척추염, 비방사선학적 축성 척추관절염이 적응증으로 제시되어 있다. 건선성 관절염에서는 단독 투여하거나 메토트렉세이트와 병용 투여할 수 있다. 피하 주사로 투여하며 프리필드 시린지 (약물을 채워놓은 주사기) 제형이나 집에서도 사용할 수 있는 자동주사기, 병원에서 사용할 수 있는 분말 제형도 있다.
임산부에서는 임상시험이 이루어지지 않았으며 동물시험에서는 유해성이 나타나지 않았다. 미국 식품의약국(FDA)은 태아에 대한 위험을 치료 효과로 정당화할 수 있을 경우에만 임산부에게 사용하라며 권고하고 있으며, 유럽 의약국(EMA)은 세쿠키누맙을 복용 중인 여성은 임신하지 말 것을 권장하고 있다.
세쿠키누맙은 면역계를 억제하므로 활동성 감염이 있는 환자에게는 투여해서는 안된다.
EU에서는 세쿠키누맙은 다음의 질병을 적응증으로 제시하고 있다.
- 전신 치료를 필요로 하는 중등도에서 중증의 판상건선이 있는 성인과 6세 이상의 소아와 청소년 환자[5]
- 앞선 항류마티스제(DMARDs) 치료에 대해 반응이 적절하지 않은 활동성 건선성 관절염을 가진 성인 환자. 단독 투여하거나 메토트렉세이트(MTX)와 병용 투여한다.[5]
- 앞선 다른 치료에 적절하지 않게 반응한 활동성 강직성 척추염을 가진 성인 환자[5]
- 비스테로이드성 항염증제(NSAIDs) 치료에 대한 반응이 적절하지 않고, 상승된 C반응단백질(CRP) 수치 및 자기공명영상(MRI)에서 객관적인 염증 소견을 보이는 성인 활동성 비방사선학적 축성 척추관절염 환자.[5]

## 부작용
10% 이상의 환자에서 발생하는 아주 흔한 부작용에는 상기도 감염이 있다.
1~10%의 환자에서 발생하는 흔한 부작용에는 구강 헤르페스, 콧물, 설사, 두드러기가 있다.
임상시험에서 드물게 발생한 부작용에는 과민반응, 심각한 감염, 중증 염증성 장 질환, 현재 존재하는 질환의 악화 등이 있다. 염증성 장 질환이 있는 환자에서 세쿠키누맙 치료를 시작할 때는 주의해야 하며, 세쿠키누맙 치료를 하고 있는 환자는 염증성 장 질환의 증상과 징후를 감시해야 한다.

## 약리학
세쿠키누맙은 Th17 세포에서 주로 생산하는 사이토카인의 일종인 인터루킨 17A(IL17A)를 억제한다. IL17A는 건선이 있는 환자의 혈청이나 건선성 관절염 환자의 윤활액에서 상향조절되어 있으며, 피부의 각질세포 등 여러 가지 세포에 발현되어 있는 인터루킨 17 수용체에 결합하면 염증을 촉진한다.
세쿠키누맙은 세포내이입을 통해 세포 안으로 들어가며, 세포 안에서 분해되며 제거된다.

## 역사
세쿠키누맙은 노바티스에서 처음으로 발견하고 개발하였으며, 개발명은 AIN457이었다. 2010년 제1상 임상시험이 발표되었다.
2015년 1월 중등도에서 중증의 성인 판상건선을 치료하는 목적으로 미국과 EU에서 승인을 받았다. 이로 인해 세쿠키누맙은 최초로 승인된 IL17A를 억제하는 약물이 되었다. 2016년 1월에는 FDA가 성인의 강직성 척추염과 건선성 관절염을 치료할 수 있다고 추가로 승인을 냈다. 2018년 2월에는 중등도에서 중증의 두피건선 치료로 사용할 수 있다는 승인을 추가로 받았다.